# 山下徳人
山下 徳人（やました のりひと、1965年10月11日 - ）は、和歌山県海草郡下津町（現：海南市）出身の元プロ野球選手（外野手）。山下慶徳は叔父（父の弟）。

## 経歴
箕島高校では同期のエース吉井理人を擁し、1983年夏の甲子園に右翼手として出場。1回戦で吉田高に延長13回逆転サヨナラ勝ち、2回戦も駒大岩見沢高を降す。しかし3回戦で高知商の津野浩に抑えられ敗退。
高校卒業後に東洋大学へ進むと、主に内野手として起用される。東都大学野球リーグで3度の優勝を経験したほか、1986年の全日本大学野球選手権大会でも、決勝で流通経済大を降し優勝した。リーグ戦には通算で70試合に出場。打率.275（200打数55安打）、5本塁打、29打点を記録したほか。一塁手・三塁手としてベストナインに1回ずつ選ばれた。1学年先輩に森浩之、同期に小美濃武芳がいる。
1987年のNPBドラフト会議で、ロッテオリオンズからの4位指名を受けて入団。
二軍暮らしが長かったが、1990年には5月から一塁手として起用される。シーズン後半には外野手も兼ね、主に5番打者として78試合に先発出場。翌1991年は愛甲猛が一塁手に回ったこともあり、出番が減る。その後も準レギュラーとして活躍を続け、1994年には49試合に先発、打率.283の好成績を記録する。しかし翌1995年にはフリオ・フランコ、ピート・インカビリアが入団し出場機会が減少。結局はパシフィック・リーグの最終規定打席へ一度も到達しないまま、1998年限りで現役を引退した。
現役引退後もロッテに在籍。1999年には一軍打撃コーチ補佐、2000年と2002年には二軍打撃コーチ、2001年と2003年には一軍打撃コーチを務めた。2004年からは、北信越・東海・関東地区担当のスカウトとして、西野勇士などの入団に尽力。2014年より二軍打撃コーチとして現場に復帰すると、2016年に二軍監督。2017年に一軍野手総合兼打撃コーチを務めたが、チーム打率、得点、安打、得点全てリーグ最下位に低迷し、チームも6年ぶりの最下位に終わった。2018年からは、編成部の調査担当に異動。2020年限りで退団。
2021年3月より、栃木ゴールデンブレーブス（ベースボール・チャレンジ・リーグ）、エイジェック硬式野球部、エイジェック女子硬式野球部を運営する、株式会社エイジェックスポーツマネジメントのチームアドバイザーに就任した。
2024年10月23日、2021年よりチームアドバイザーを務めていた栃木ゴールデンブレーブスの監督に就任することが発表された。

## 人物
ロッテでの現役時代には背番号24、2014 - 2017年以降のコーチ・二軍監督時代には71を付けていた。奇しくも、箕島高校卒業後の1984年に近鉄バファローズでプロ野球生活を始めていた吉井は、2007年のシーズン途中にオリックス・バファローズからロッテへ移籍したことを機に背番号24を着用。同年限りで現役を引退したが、2019年に一軍投手コーチとしてロッテへ復帰したことを機に71を付けている。

## 詳細情報

### 年度別打撃成績
| 年 度      | 球 団      | 試 合 | 打 席 | 打 数 | 得 点 | 安 打 | 二 塁 打 | 三 塁 打 | 本 塁 打 | 塁 打 | 打 点 | 盗 塁 | 盗 塁 死 | 犠 打 | 犠 飛 | 四 球 | 敬 遠 | 死 球 | 三 振 | 併 殺 打 | 打 率 | 出 塁 率 | 長 打 率 | O P S |
| ---------- | ---------- | ----- | ----- | ----- | ----- | ----- | -------- | -------- | -------- | ----- | ----- | ----- | -------- | ----- | ----- | ----- | ----- | ----- | ----- | -------- | ----- | -------- | -------- | ----- |
| 1988       | ロッテ     | 7     | 6     | 6     | 0     | 1     | 1        | 0        | 0        | 2     | 2     | 0     | 0        | 0     | 0     | 0     | 0     | 0     | 5     | 0        | .167  | .167     | .333     | .500  |
| 1989       | ロッテ     | 24    | 22    | 21    | 1     | 6     | 1        | 0        | 1        | 10    | 3     | 0     | 0        | 0     | 0     | 1     | 0     | 0     | 7     | 0        | .286  | .318     | .476     | .794  |
| 1990       | ロッテ     | 100   | 337   | 300   | 35    | 75    | 15       | 6        | 3        | 111   | 32    | 6     | 6        | 7     | 1     | 28    | 3     | 1     | 71    | 4        | .250  | .315     | .370     | .685  |
| 1991       | ロッテ     | 94    | 210   | 185   | 26    | 48    | 12       | 1        | 4        | 74    | 25    | 2     | 0        | 4     | 0     | 21    | 0     | 0     | 48    | 4        | .259  | .335     | .400     | .735  |
| 1992       | ロッテ     | 11    | 21    | 18    | 2     | 2     | 0        | 1        | 0        | 4     | 2     | 0     | 0        | 0     | 0     | 1     | 0     | 2     | 7     | 1        | .111  | .238     | .222     | .460  |
| 1993       | ロッテ     | 53    | 124   | 115   | 13    | 31    | 4        | 2        | 4        | 51    | 19    | 1     | 1        | 2     | 2     | 4     | 0     | 1     | 21    | 1        | .270  | .295     | .443     | .739  |
| 1994       | ロッテ     | 68    | 202   | 184   | 25    | 52    | 12       | 3        | 3        | 79    | 17    | 0     | 0        | 0     | 2     | 14    | 1     | 2     | 18    | 3        | .283  | .337     | .429     | .766  |
| 1995       | ロッテ     | 21    | 56    | 51    | 8     | 13    | 2        | 0        | 4        | 27    | 5     | 0     | 0        | 0     | 0     | 5     | 0     | 0     | 17    | 2        | .255  | .321     | .529     | .851  |
| 1996       | ロッテ     | 13    | 26    | 22    | 1     | 2     | 1        | 0        | 0        | 3     | 0     | 0     | 0        | 0     | 0     | 4     | 0     | 0     | 6     | 2        | .091  | .231     | .136     | .367  |
| 1997       | ロッテ     | 41    | 100   | 82    | 8     | 22    | 1        | 0        | 0        | 23    | 4     | 1     | 0        | 0     | 0     | 18    | 2     | 0     | 23    | 0        | .268  | .400     | .280     | .680  |
| 1998       | ロッテ     | 10    | 10    | 10    | 0     | 1     | 0        | 0        | 0        | 1     | 0     | 0     | 0        | 0     | 0     | 0     | 0     | 0     | 5     | 0        | .100  | .100     | .100     | .200  |
| 通算：11年 | 通算：11年 | 442   | 1114  | 994   | 119   | 253   | 49       | 13       | 19       | 385   | 109   | 10    | 7        | 13    | 5     | 96    | 6     | 6     | 228   | 17       | .255  | .322     | .387     | .710  |

### 記録
- 初出場：1988年8月30日、対南海ホークス19回戦（川崎球場）、7回裏に袴田英利の代打として出場
- 初打席：同上、7回裏に山内孝徳の前に三振
- 初安打・初打点：1988年8月31日、対南海ホークス20回戦（川崎球場）、9回裏に小山昭吉の代打として出場、矢野実からサヨナラ2点適時二塁打
- 初先発出場：1989年8月20日、対西武ライオンズ19回戦（西武ライオンズ球場）、8番・左翼手として先発出場
- 初本塁打：1989年9月20日、対オリックス・ブレーブス20回戦（川崎球場）、8回裏に佐藤健一の代打として出場、今井雄太郎から右越ソロ
- 初盗塁：1990年8月10日、対近鉄バファローズ15回戦（藤井寺球場）、9回表に二盗（投手：赤堀元之、捕手：古久保健二）

### 背番号
- 24 （1988年 - 1998年）
- 74 （1999年 - 2003年）
- 71 （2014年 - 2017年、2025年 -）